# Паскалов закон
Паскалов закон који је установио Блез Паскал у 17. веку је физички закон који тврди да се притисак у течностима и гасовима шири на све стране подједнако. У затвореном суду притисак у свим деловима суда ће бити исти, те ће стога притисак на веће површине суда бити већи. Када се притисак промени на једном делу затвореног суда испуњен течношћу у стању мировања, промена притиска ће се распоредити на све честице у суду тако да притисак у свим деловима суда заузме исту вредност.
Паскалов закон примењује се у раду хидрауличних машина, у раду кочница на аутомобилима, итд. Како ће у затвореном суду притисак у свим деловима бити исти:
{\displaystyle p={\frac {F_{1}}{S_{1}}}={\frac {F_{2}}{S_{2}}}}
ако се малом силом {\displaystyle F_{1}}делује на клип мале попречне површине {\displaystyle S_{1}}, ако на другој страни суда постоји клип велике површине {\displaystyle S_{2}}, он ће на ту површину деловати великом силом {\displaystyle F_{2}}тако да притисак у свим деловима суда буде исти. Тиме ће велика сила {\displaystyle F_{2}}моћи да помери тешке терете.